# Destinazione ignota
Destinazione ignota (titolo orig. Destination Unknown; negli USA col titolo So Many Steps to Death, nel 1955) è un romanzo di spionaggio di Agatha Christie, pubblicato nel novembre 1954. La storia si apre in Marocco, dove Hilary Craven vive dopo un matrimonio fallito. Intenzionata a suicidarsi, viene invece reclutata dal Servizio segreto britannico per una missione. Le vien chiesto di impersonare la moglie di uno scienziato nucleare, recentemente scomparso. Hilary è condotta all'incontro con il nuovo "marito". L'ispirazione, allora evidente, era andata a recenti eventi. Due eminenti scienziati che lavorarono a Los Alamos durante la Seconda Guerra Mondiale alla costruzione della bomba atomica avevano disertato dall'Occidente: l'italiano Bruno Pontecorvo che fuggì nell'Unione Sovietica nel 1950, e Klaus Fuchs, il fisico teorico che passò informazioni segrete all'URSS e fu allora imprigionato per questo crimine.
È uno dei pochi romanzi della Christie a non aver ricevuto un adattamento.

## Trama
Hilary Craven è una donna distrutta, la morte della figlia e l'abbandono da parte del marito sono stati troppo per lei. Delusa e amareggiata, si reca in Marocco per suicidarsi. Giunta lì viene avvicinata da un agente del controspionaggio e le viene fatta una proposta: impersonare una donna morta per riuscire a scoprire perché il marito, uno scienziato atomico, è scomparso. Hilary, che ormai non ha più nulla da perdere, accetta e si trova con gruppo di persone per essere trasportata verso una destinazione ignota.

## Personaggi
- Hilary Craven, giovane donna inglese
- Jessop, responsabile della missione
- Thomas Betterton, scienziato atomico
- Olive Betterton, seconda moglie di Betterton
- Calvin Baker, turista americana
- Janet Hetherington, turista inglese
- Torquil Ericsson, fisico svedese
- Boris Glydr, cugino della prima moglie di Betterton
- Andrew Peters, chimico americano
- Monsieur Aristide, multimilionario

## Curiosità
- Per questo romanzo la scrittrice si è ispirata ad avvenimenti accaduti in quegli anni: la fuga in Unione Sovietica, avvenuta nel 1950, di due fisici nucleari, Bruno Pontecorvo e Klaus Emil Fuchs; il cosiddetto Affare Petrov in Australia; il caso Truchnovic e Khokhlov in Germania.
- Sono gli anni anche in cui vengono pubblicati i primi romanzi di Ian Fleming: Casino Royale del 1950 e Live and Let Die del 1953, dando così il via all'epopea di James Bond e a tutta la narrativa spionistica dell'epoca della Guerra Fredda.

## Edizioni italiane
- Destinazione ignota, traduzione di Magda Tincani, Collana Il Giallo Mondadori n.350, Milano, Arnoldo Mondadori Editore, 1955.
- Destinazione ignota, nuova edizione, Prefazione di Lia Volpatti, Collana Oscar n.1344, Milano, Mondadori, 1981-1986, ISBN 978-88-042-0138-0. - Collana Oscar Narrativa n.1483, Mondadori, 1995; Edizione illustrata e annotata, Presentazione e cura di Gianni Rizzoni, Collezione Agatha Christie, Milano, CDE, 1997; Collana Oscar Scrittori Moderni, Mondadori, 2003, ISBN 978-88-045-2185-3; Collana Oscar Gialli, Mondadori, 2019, ISBN 978-88-047-0913-8.